# Грамотност
Грамотността е способността за четене, писане и боравене с аритметика. Стандартите за грамотност са различни в различните общества. В съвременен контекст терминът предполага четене и писане на ниво, достатъчно за осъществяване на писмена комуникация. В някои случаи се включват и други умения, като елементарно смятане или компютърни умения.
Много изследователи смятат нивото на грамотност за ключово при оценката на човешкия капитал на даден регион. Причина за този възглед е фактът, че грамотните хора могат да бъдат обучавани много по-евтино от неграмотните. Смята се, че грамотността увеличава възможностите за намиране на работа и достъпа до по-високо образование. Например в Керала, Индия, женската и детската смъртност намаляват чувствително през 60-те години на 20 век, когато момичетата, изпратени на училище след образователната реформа от 1948, започват да създават семейства.
}}

## История
Историческия преглед по отношение на грамотността започва с историята на азбуката. В условията на първобитното общество, когато се развива идеографската писменост, която се свежда до рисунки, грамотността може да се определи като тяхното разбиране. Този вид писменост вероятно е била достъпна и разбираема от мнозина. Историята на грамотността започва когато писмеността придобива условен характер и за нейното разбиране е било нужно специално обучение. В общи линии развитието на грамотността е в посока към секуларизация и демократизация, като в началото е достояние на незначителна част от населението (обикновено духовни лица) до превръщането ѝ в достъпна за широки маси.
В Египет писмеността се намирала в ръцете на жреците. На тях се е предоставяло възможност да обучават други. Стигало се дотам, че изучаването на писмеността било изключително сложен процес и било нужно дълго време докато бъде овладяна от някого. В същото време изучаването и не било и широко достъпно. Грамотността в общи линии била разпространена сред жреците и висшата класа на Египет. В сравнително по-късни времена Платон споменава, че „голяма част от народа в Египет изучава букви и числа“. В тази епоха обаче в Египет вече се е развивало демотическо писмо, което представлявало опростена и лесно разбираема писменост.
Клинообразната писменост на асиро-вавилонците също изисква много време и труд за да бъде усвоена. Това затруднява разпространението на грамотността сред народа, който тънел в пълно невежество. В древна Юдея писмеността била развита сравнително рано. Още през I век пр.н.е. във всяко юдейско селище е имало училище.
Поради кастовата структура на населението в Индия грамотността е била разпространена сред жреческото съсловие. За членовете на нисшите касти е било забранено и дори се е считало за тежък грях да четат, още повече да слушат четенето на Ведите. Умението жените да четат или пишат се е приемало за позорно. Разрешавало се единствено на танцьорките и баядерките да се учат да четат и пишат. Само две средни касти имали възможност да овладяват писмеността, но изцяло под ръководството на жреците.
Широко разпространение добила грамотността в Древна Гърция. Тук простолюдието могло да учи гръцката писменост и да чете текстове. По-слабо грамотни били жените, но въпреки това имало и девически училища. След жените в Гърция четмото и писмото се е предавало от майка на дъщери. В Древен Рим обаче, дори и в най-силните векове на развитие, грамотността е била по-слабо разпространена от тази в Гърция. В годините на развитието на империята процентът на грамотност още повече се снижил.
През Средновековието разпространението на грамотността допълнително се снижило до неголяма група духовници и висши граждани, но мнозинството от духовенството било неграмотно. Най-голямо разпространение през тези векове на грамотността в Европа имало на Пиренеите. Това е свързано с епохата на разцвет на арабската култура. Ограничаването на грамотността стигнало до там, че дори рицарите презирали тези, които умеели да четат и пишат. Имали обкръжение от писари или дами, които да обслужват кореспонденцията им или счетоводните дела. В Германия дори поетите в началото не са били грамотни, а песните им се записвали от писари. Грамотността била по-разпространена в градските среди, а селското население било почти невежо.
Съществена промяна в това отношение се появила по време на Реформацията. Печатането на книги създало възможност на народните маси да се ограмоти. Проблемът за въвеждането на задължително обучение започва да добива развитие във Франция през 16 век. През 1571 г. текст за задължително обучение бива внесен в наварските закони. Въпреки това обаче това не повишило съществено процента на грамотност в страната. Неграмотността ставала все по-голям проблем в редица страни. Неграмотни хора ставали управници в органите на местната власт. Например в Испания през 1860-те от 72151 общински съветника 12479 от тях не могли да четат и пишат. В числото на неграмотните влизали и 422 кмета на населени места.

## Фактори за разпространението на грамотността

### Географски особености
Разпространението на грамотността е крайно неравномерно както между различните слоеве на един и същи народ, така и между различните народи. От особена важност са географските особености, в които живее даден народ. Особеностите на релефа, климат, характера на флората и фауната създават условия за формиране на общества от номади, ловци или земеделци. Тези условия могат да бъдат благоприятни или не за формирането на степента на грамотност при отделните общества, а същевременно и потребността от нея.
За развитието на грамотността вероятно значение има и климатът, имайки предвид че влиянието му се проявява твърде разнообразно. Дългите зими и нощи в страни като Финландия, Швеция и Норвегия, съчетани с липсата на полска работа, вероятно се отразява положително върху развитието на грамотността. Въпреки това обаче няма разработена ясна връзка между двата фактора.

### Етнически състав на населението
Етническият състав е друг от факторите, които имат значения при формирането на грамотността сред населението. За да се получи ясна представа от неговото значение, е нужно да се сравнят два народа, поставени при сходни условия. Ясно забележим е този фактор в страни със смесено население, където някои от етническите групи са по-грамотни от други. Свързани фактори са и това, че по-грамотната група е икономически по-развита, възможно е тя да е мнозинството от населението, има политическа сила и управлява страната или обучението в училищата се извършва на собствения и език. Последният фактор е от съществено значение при формирането на грамотността след мултиетническите държави. В случай че обучението се извършва само на официалния за страната език, възниква езикова бариера, която е предпоставка народностите, които не го владеят, да бъдат нискограмотни. В други случаи обаче може да служи като средство за асимилация. В един от случаите, например в Прусия по времето на Фридрих Велики, тази политика дава известни резултати.

### Религия
Религията също има известно влияние върху разпространението на грамотността. В исторически времена духовенството е това, което устройва училища и ограмотява населението.
Юдеите например устройват своите училища в синагогите, мюсюлманите – към джамиите (медресе и мектеб). Младите католици е трябвало да учат, за да прочетат катехизиса, но често проповядването на религия се е водило и устно от уроците на свещеника. Според протестантите общуването с Христос се свързва с непосредственото познаване на Библията. Оттук следва и нуждата за това вярващият да бъде и грамотен. Протестант, който не е грамотен, не се допуска до причастие и конфирмация.

### Политически строй и икономическо развитие
Зависимостта между грамотността и икономическите условия лесно се поддава на изследване. Ако тези условия са сравнително тежки, то осигуряването на прехраната отнема време, което е за сметка на ограмотяването на индивида. Преди избухването на Великата френска революция през 1789 година бедността сред населението неразривно е поддържала и невежеството му, което на свой ред повлиява отново на бедността му.
Определящи фактори с огромно влияние върху развитието на грамотността са например разпределението на собствеността върху земята в страната, разпределението на данъци и мита, и т.н. Всяка нередност, всяка несправедливост в това отношение се отразява в обедняването на хората, има негативен ефект върху развитието на грамотността, и се нуждаят от друго, по-мощно влияние за момента, за да компенсира вредите, причинени от икономически фактори.

### Пол
Днес в световен мащаб 89,8% от мъжете са грамотни, докато процентът при жените е 82,8%. В Субсахарска Африка, един от регионите с най-висока неграмотност, около 2/3 от неграмотните са момичета и жени. Това разминаване е било още по-голямо между 1970 и 2000 г., но глобално разликата между половете в грамотността намалява с приблизително 50% за този период. В последните две десетилетия пропорцията на грамотни мъже и жени остава стабилна.
През 1990 г., на Световната конференция на движението „Образование за всички“, провела се в Тайланд, се обръща сериозно внимание на половото разминаване по отношение на грамотността. В резултат, някои от развиващите се страни са подтикнати да приоритизират женското образование в опит да се подобри грамотността на населението.  Грамотността на жените им позволява да участват в политическия живот, подобрява хигиената им, качеството им на живот, възможностите им за развитие на трудовия пазар и намалява детската смъртност до 5-годишна възраст с 50%.

## Грамотност в България
България попада на 50-о място по грамотност в света и е на последно място от страните в Европейския съюз в ежегодното изследване на грамотността на деца на възраст 15 години в три области – четене, природни науки и математика. Според данни за нивото на грамотност сред възрастното население от Статистическия институт към ЮНЕСКО грамотното възрастно население в България е 98,4%.
Ден на четенето е инициатива, насочена към развитието на функционалната грамотност в България. Провежда се ежегодно - всеки трети петък на месец ноември на съответната година.